# Thomas Partey
Thomas Teye Partey (Odumase Krobo, 1993. június 13. –) ghánai válogatott labdarúgó, a spanyol Villarreal középpályása.

## Nemi erőszakkal kapcsolatos vádak
2025 júliusában vádat emeltek ellene öt pontban szexuális erőszakért, illetve egy pontban szexuális zaklatásért, három különböző nővel kapcsolatban 2021-ben és 2022-ben. Partey volt az a korábban névtelenül hírekben szereplő labdarúgó, akit 2022 júliusában letartóztattak nemi erőszakért. Megnevezése jogi okokból nem volt lehetséges, és továbbra is fontos szerepet játszott az Arsenal keretében, annak ellenére, hogy tudtak a vádakról, amiért sokan kritizálták a csapatot. Ezek mellett a csapat nem segítette a nőket, akik közvetlenül megkeresték az Arsenalt az üggyel kapcsolatban. Eltiltását sokan kérték évekig, mivel közösségi média platformokon ismert volt, hogy ő volt a meg nem nevezett játékos.
A fővárosi rendőrség 2025 januárjában adott le bizonyítékot a játékos bűnösségéről a brit ügyészségnek. 2025. augusztus 5-re tűzték ki első meghallgatásának időpontját.

## Statisztika

### Klub
2018. január 28. szerint.
| Klub              | Szezon           | Bajnokság | Bajnokság | Kupa    | Kupa  | Nemzetközi | Nemzetközi | Összesen | Összesen |
| Klub              | Szezon           | Meccsek   | Gólok     | Meccsek | Gólok | eccsek     | Gólok      | eccsek   | Gólok    |
| ----------------- | ---------------- | --------- | --------- | ------- | ----- | ---------- | ---------- | -------- | -------- |
| Atlético Madrid B | 2012–13          | 28        | 3         | —       | —     | —          | —          | 28       | 3        |
| Atlético Madrid B | Összesen         | 28        | 3         | 0       | 0     | 0          | 0          | 28       | 3        |
| RCD Mallorca      | 2013–14          | 37        | 5         | 1       | 0     | —          | —          | 38       | 6        |
| RCD Mallorca      | Összesen         | 37        | 5         | 1       | 0     | 0          | 0          | 38       | 6        |
| UD Almería        | 2014–15          | 31        | 4         | 1       | 0     | —          | —          | 32       | 4        |
| UD Almería        | Összesen         | 31        | 4         | 1       | 0     | 0          | 0          | 32       | 4        |
| Atlético Madrid   | 2015–16          | 13        | 2         | 5       | 1     | 5          | 0          | 23       | 3        |
| Atlético Madrid   | 2016–17          | 16        | 1         | 2       | 0     | 6          | 0          | 26       | 1        |
| Atlético Madrid   | 2017–18          | 20        | 3         | 3       | 1     | 6          | 1          | 29       | 5        |
| Atlético Madrid   | Összesen         | 49        | 6         | 10      | 2     | 17         | 1          | 76       | 9        |
| Karrier összesen  | Karrier összesen | 145       | 18        | 12      | 2     | 17         | 1          | 174      | 21       |

### A válogatottban
| Válogatott | Év       | Pályára lépés | Gól |
| ---------- | -------- | ------------- | --- |
| Ghána      | 2016     | 5             | 0   |
| Ghána      | 2017     | 10            | 5   |
| Ghána      | 2018     | 4             | 2   |
| Ghána      | 2019     | 9             | 3   |
| Ghána      | 2020     | 2             | 0   |
| Ghána      | 2021     | 4             | 2   |
| Ghána      | 2022     | 9             | 1   |
| Ghána      | 2023     | 4             | 0   |
| Ghána      | 2024     | 4             | 0   |
| Ghána      | 2025     | 2             | 2   |
| Összesen   | Összesen | 53            | 15  |

#### Góljai a válogatottban
| #  | Időpont             | Helyszín                                                    | Ellenfél                | Gólok | Eredmény | Kiírás                                    |
| -- | ------------------- | ----------------------------------------------------------- | ----------------------- | ----- | -------- | ----------------------------------------- |
| 1  | 2017. szeptember 1. | Baba Yara Stadion, Kumasi, Ghána                            | Kongó                   | 1–1   | 1–1      | 2018-as VB-selejtező                      |
| 2  | 2017. szeptember 5. | Stade Municipal de Kintélé, Brazzaville, Kongói Köztársaság | Kongó                   | 2–0   | 5–1      | 2018-as VB-selejtező                      |
| 3  | 2017. szeptember 5. | Stade Municipal de Kintélé, Brazzaville, Kongói Köztársaság | Kongó                   | 3–1   | 5–1      | 2018-as VB-selejtező                      |
| 4  | 2017. szeptember 5. | Stade Municipal de Kintélé, Brazzaville, Kongói Köztársaság | Kongó                   | 4–1   | 5–1      | 2018-as VB-selejtező                      |
| 5  | 2017. október 10.   | King Abdullah Sports City, Dzsidda, Szaúd-Arábia            | Szaúd-Arábia            | 3–0   | 3–0      | Barátságos mérkőzés                       |
| 6  | 2018. május 30.     | Nissan Stadion, Jokohama, Japán                             | Japán                   | 2–0   | 2–0      | Barátságos mérkőzés                       |
| 7  | 2018. június 7.     | Laugardalsvöllur, Reykjavík, Izland                         | Izland                  | 2–2   | 2–2      | Barátságos mérkőzés                       |
| 8  | 2019. március 26.   | Ohene Djan Stadion, Accra, Ghána                            | Mauritánia              | 3–1   | 3–1      | Barátságos mérkőzés                       |
| 9  | 2019. július 2.     | Szuezi stadion, Szuez, Egyiptom                             | Bissau-Guinea           | 2–0   | 2–0      | 2019-es afrikai nemzetek kupája           |
| 10 | 2019. november 14.  | Cape Coast Sports Stadion, Cape Coast, Ghána                | Dél-afrikai Köztársaság | 1–0   | 2–0      | 2021-es afrikai nemzetek kupája-selejtező |
| 11 | 2021. október 9.    | Cape Coast Sports Stadion, Cape Coast, Ghána                | Zimbabwe                | 2–1   | 3–1      | 2022-es VB-selejtező                      |
| 12 | 2021. október 12.   | Nemzeti Stadion, Harare, Zimbabwe                           | Zimbabwe                | 1–0   | 1–0      | 2022-es VB-selejtező                      |
| 13 | 2022. március 29.   | Moshood Abiola Nemzeti Stadion, Abuja, Nigéria              | Nigéria                 | 1–0   | 1–1      | 2022-es VB-selejtező                      |

## Sikerei, díjai
- Atlético Madrid:
  - La Liga: 2020–21
  - UEFA-bajnokok ligája döntős: 2015–16
  - Európa-liga: 2017–18
  - UEFA-szuperkupa: 2018

- Arsenal
  - Angol szuperkupa: 2023